# Hollywood (Florida)
Hollywood es una ciudad ubicada en el condado de Broward en el estado estadounidense de Florida. En el Censo de 2020 tenía una población de 153,067 habitantes y una densidad poblacional de 2,168.72 personas por km².

## Geografía
Hollywood se encuentra ubicada en las coordenadas 26°1′52″N 80°9′53″O / 26.03111, -80.16472. Según la Oficina del Censo de los Estados Unidos, Hollywood tiene una superficie total de 79.5 km², de la cual 70.88 km² corresponden a tierra firme y (10.85%) 8.62 km² es agua.

## Demografía
Según el censo de 2010, había 140.768 personas residiendo en Hollywood. La densidad de población era de 1.770,62 hab./km². De los 140.768 habitantes, Hollywood estaba compuesto por el 72.67% blancos, el 16.75% eran afroamericanos, el 0.37% eran amerindios, el 2.41% eran asiáticos, el 0.09% eran isleños del Pacífico, el 4.47% eran de otras razas y el 3.25% pertenecían a dos o más razas. Del total de la población el 32.55% eran hispanos o latinos de cualquier raza.
Según el censo de 2000, de los 3.969 hogares, en el 24,9% de ellos viven menores de edad, 41,5% están formados por parejas casadas que viven juntas, 11,9% son llevados por una mujer sin esposo presente y 42,2% no son familias. El 34,4% de todos los hogares están formados por una sola persona y 13,1% de ellos incluyen a una persona de más de 65 años. El promedio de habitantes por hogar es de 2,31 y el tamaño promedio de las familias es de 3,00 personas.
El 21,3% de la población de la ciudad tiene menos de 18 años, el 7,0% tiene entre 18 y 24 años, el 31,3% tiene entre 25 y 44 años, el 23,1% tiene entre 45 y 64 años y el 17,3% tiene más de 65 años de edad. La edad media es de 39 años. Por cada 100 mujeres hay 94,1 hombres y por cada 100 mujeres de más de 18 años hay 90,9 hombres.
El sueldo medio de un hogar de la ciudad es de $36.714, y el sueldo medio de una familia es de $44.849. Los hombres ganan en promedio $33.102 contra $27.237 para las mujeres. El sueldo per cápita en la ciudad es de $22.097 el 9,9% de la población y 13,2% de las familias tienen sueldos por debajo del nivel de pobreza. De la población total bajo el nivel de pobreza, el 18,1% son menores de 18 y el 11,8% son mayores de 65 años.

## Educación
Las Escuelas Públicas del Condado de Broward gestiona las escuelas públicas.
La Biblioteca del Condado de Broward gestiona las bibliotecas públicas.

## Nativos famosos
- Lenika de Simone (n. 1988), exgimnasta española que compitió en la disciplina de gimnasia artística y participó en los Juegos Olímpicos de Pekín 2008.
- Norman Reedus (n. 1969), actor estadounidense el cual uno de sus papeles más destacados es el de Daryl Dixon en The Walking Dead.
- Nicholas Theodore "Nick" Nemeth (n. 1980), luchador profesional estadounidense que trabaja actualmente para WWE bajo el nombre de Dolph Ziggler en la marca WWE Raw.
- Victoria Justice (n. 1993), actriz y cantante principalmente conocida por sus papeles como Lola Martínez en Zoey 101 y Tori Vega en Victorious.